# Krait
A Qualcomm Krait egy ARM-alapú 32 bites mikroprocesszor típus, amely a Snapdragon S4 és Snapdragon 400/600/800 sorozatú egylapkás rendszerek korai modelljeiben  található. 2012-ben volt bevezetve mint a cég Scorpion processzorának utódja. Felépítésében vannak architekturális hasonlóságok a Cortex-A15 processzorral, de a Krait mégsem egy Cortex-A15-ös mag, mivel teljesen a Qualcomm saját belső tervezése. 2015-ben a Kraitot felváltotta a 64 bites Kryo architektúra, amelyet először a Snapdragon 820 egylapkás rendszerben (SoC) vezettek be.
A Krait processzorok teljesítménye meghaladja az olyan ARM Cortex-A9 magot tartalmazó rendszerek teljesítményét, mint pl. a Tegra 3.
A processzor nevét egy ázsiai mérgessiklóféle (Bungarus) neve után kapta.

## Jellemzők
- 11 fokozatú fixpontos (integer) futószalag, 3 utas dekódolás és 4 utas sorrendtől eltérő (out-of-order) spekulatív kibocsátású szuperskalár végrehajtás
- futószalagos VFPv4[4] lebegőpontos verzió és 128 bit széles NEON (SIMD)
- 7 végrehajtási port (a Scorpion processzorban csak 3)
- 4 KiB + 4 KiB közvetlenül leképezett L0 gyorsítótár
- 16 KiB + 16 KiB 4 utas csoport-asszociatív L1 gyorsítótár
- 1 MiB (kétmagos) vagy 2 MiB (négymagos) 8 utas csoport-asszociatív L2 gyorsítótár
- két- vagy négymagos konfigurációk
- teljesítmény (DMIPS/MHz):
  - Krait 200: 3,3 (28 nm-es LP gyártási folyamat)
  - Krait 300: 3,39[5] (28 nm LP)
  - Krait 400: 3,39 (28 nm-es HPm gyártási folyamat)
  - Krait 450: 3,51 (28 nm HPm)

## Az architektúrák összehasonlító táblázata
|                                                  | ARM11                             | ARM Cortex-A8                    | ARM Cortex-A9                       | ARM Cortex-A7                     | Qualcomm Scorpion                     | Qualcomm Krait                                               | ARM Cortex-A15 MPCore                            |
| ------------------------------------------------ | --------------------------------- | -------------------------------- | ----------------------------------- | --------------------------------- | ------------------------------------- | ------------------------------------------------------------ | ------------------------------------------------ |
| Dekódolás                                        | egyszeres kibocsátású             | 2-széles                         | 2-széles                            | részlegesen kétszeres kibocsátású | 2-széles                              | 3-széles                                                     | 3-széles                                         |
| Futószalag-fokozatok                             | 8 fokozat                         | 13 fokozat                       | 8 fokozat                           | 8 fokozat                         | 10 fokozat                            | 11 fokozat                                                   | 15/17-25 fokozat                                 |
| Soronkívüli végrehajtás (out of order execution) | nincs                             | nincs                            | van                                 | nincs                             | van, nem-spekulatív                   | van                                                          | van                                              |
| Lebegőpontos egység                              | VFP11 (futószalagos)              | VFPv3 (nem futószalagos)         | opcionális VFPv3-D16 (futószalagos) | van (futószalagos)                | VFPv3 (futószalagos)                  | VFPv4 (futószalagos)                                         | VFPv4 (futószalagos)                             |
| NEON                                             | nincs                             | van (részlegesen 128 bit széles) | opcionális MPE (64 bit széles)      | van (64 bit széles)               | van (128 bit széles)                  | van (128 bit széles)                                         | van (128 bit széles)                             |
| Gyártási technológia                             | 90 nm                             | 65/45 nm                         | 45/40/32/28 nm                      | 40/28 nm                          | 65/45 nm                              | 28 nm                                                        | 32/28 nm                                         |
| Végrehajtási portok                              |                                   |                                  |                                     |                                   | 3                                     | 7                                                            |                                                  |
| L0 cache                                         |                                   |                                  |                                     |                                   |                                       | 4 KiB + 4 KiB közvetlen leképzésű                            |                                                  |
| L1 cache                                         | változó, tipikus: 16 KiB + 16 KiB | 32 KiB + 32 KiB                  | 32 KiB + 32 KiB                     |                                   | 32 KiB + 32 KiB                       | 16 KiB + 16 KiB 4-utas halmaz-asszociatív                    | 32 KiB + 32 KiB magonként                        |
| L2 cache                                         | változó, tipikusan nincs          | 512 KiB                          | 1 MiB                               |                                   | 256 KiB (egymagos)/512 KiB (kétmagos) | 1 MiB 8-utas halmaz-asszociatív (kétmagos)/2 MiB (négymagos) | max. 4 MiB klaszterenként, max. 8 MiB csipenként |
| Mag konfigurációk                                | 1                                 | 1                                | 1, 2, 4                             | 1, 2, 4                           | 1, 2                                  | 2, 4                                                         | 2, 4, 8(4×2)                                     |
| DMIPS/MHz sebesség magonként                     | 1,25                              | 2,0                              | 2,5                                 | 1,9                               | 2,1                                   | 3,3                                                          | 3,5                                              |

## Fordítás
- Ez a szócikk részben vagy egészben  a   Krait (processor) című angol Wikipédia-szócikk ezen változatának fordításán alapul.  Az eredeti cikk szerkesztőit annak laptörténete sorolja fel. Ez a jelzés csupán a megfogalmazás eredetét és a szerzői jogokat jelzi, nem szolgál a cikkben szereplő információk forrásmegjelöléseként.
- Ez a szócikk részben vagy egészben  a   Krait (CPU) című angol Wikipédia-szócikk ezen változatának fordításán alapul.  Az eredeti cikk szerkesztőit annak laptörténete sorolja fel. Ez a jelzés csupán a megfogalmazás eredetét és a szerzői jogokat jelzi, nem szolgál a cikkben szereplő információk forrásmegjelöléseként.